# Robbie Robinson
Robbie Robinson (Camden, 1998. december 17. –) amerikai labdarúgó, csatár.

## Pályafutása
Robinson a dél-karolinai Camden városában született. Az ifjúsági pályafutását a Camden Military Academy csapatában kezdte, majd a Charleston Battery akadémiájánál folytatta.
Az egyetemi labdarúgócsapatban elért teljesítményéért megkapta a Hermann-trófeát. 2020-ban mutatkozott be az Inter Miami észak-amerikai első osztályban szereplő felnőtt keretében. Először a 2020. március 1-jei, Los Angeles ellen 1–0-ra elvesztett mérkőzésen lépett pályára. Első gólját 2021. április 18-án, a LA Galaxy ellen hazai pályán 3–2-es vereséggel zárult találkozón szerezte meg.

## Statisztikák
| Klub        | Szezon   | Osztály  | Bajnokság | Bajnokság | Kupa  | Kupa | Nemzetközi | Nemzetközi | Összesen | Összesen |
| Klub        | Szezon   | Osztály  | Meccs     | Gól       | Meccs | Gól  | Meccs      | Gól        | Meccs    | Gól      |
| ----------- | -------- | -------- | --------- | --------- | ----- | ---- | ---------- | ---------- | -------- | -------- |
| Inter Miami | 2020     | MLS      | 12        | 0         | 0     | 0    | —          | —          | 12       | 0        |
| Inter Miami | 2021     | MLS      | 24        | 4         | 0     | 0    | —          | —          | 24       | 4        |
| Inter Miami | 2022     | MLS      | 8         | 1         | 2     | 1    | —          | —          | 10       | 2        |
| Inter Miami | 2023     | MLS      | 9         | 1         | 0     | 0    | 3          | 0          | 12       | 1        |
| Összesen    | Összesen | Összesen | 53        | 6         | 2     | 1    | 3          | 0          | 58       | 7        |

## Sikerei, díjai
Inter Miami
- Leagues Cup
  - Győztes (1): 2023